# PACS
PACS (Picture Archiving and Communication System - Sistema de Comunicação e Arquivamento de Imagens)  é uma tecnologia de imagiologia médica que oferece armazenamento econômico e acesso conveniente a imagens de várias modalidades (tipos de máquinas de origem). O PACS é um sofisticado conjunto de computadores, periféricos e aplicativos que podem ser conectados a todas as modalidades de dados digitais como medicina nuclear, ultra-som, tomografia etc.

## Arquitetura

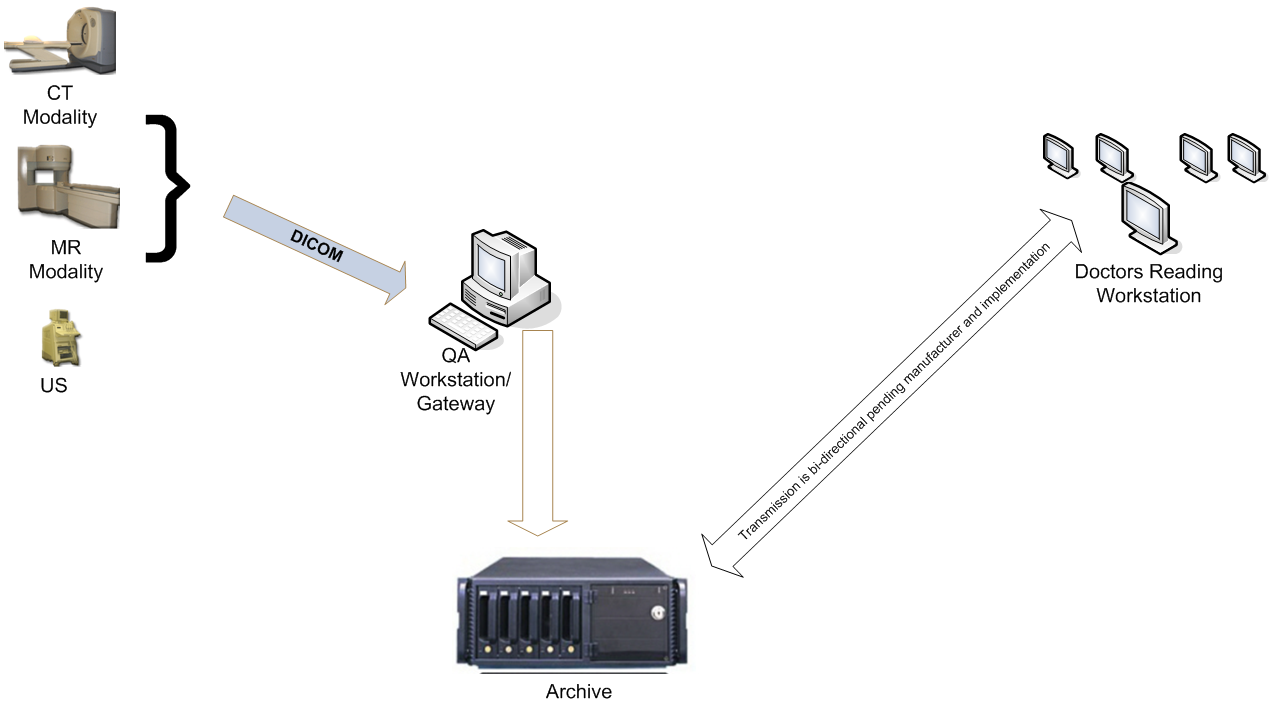
Diagrama do workflow do PACS

A arquitetura é a implementação física da funcionalidade necessária, ou que se vê a partir do exterior. Existem diferentes visualizações, dependendo do utilizador. Um radiologista normalmente vê uma estação de visualização, um tecnólogo uma estação de trabalho de controle de qualidade, enquanto um administrador de PACS pode passar a maior parte de seu tempo em uma sala de computadores com clima controlado, a visualização composta é bastante diferente de acordo com o fabricante.

## Os quatro componentes básicos de um PACS
- Dispositivos de aquisição de imagens (modalidades de imagem) – Ex: ressonância magnética, tomografia computadorizada, PET, angiografia por raios X, ecocardiografia, etc. Esses dispositivos e computadores gateway de aquisição facilitam a digitalização de imagens envolvendo aquisição, conversão para formato padrão PACS (DICOM) , e pré-processamento de dados de imagem (ou seja, redimensionamento, remoção de fundo, calibração de orientação).[4]

- Redes de comunicação – Essas redes permitem uma transmissão suave de dados médicos entre todos os componentes dentro do ambiente PACS, outros aplicativos externos e desempenham um papel fundamental na transmissão de dados para locais remotos.[5][6]
- Arquivo e servidor PACS – Todas as informações do paciente e arquivos de imagem são arquivados no centro de trabalho principal do sistema, o servidor PACS. O armazenamento e arquivamento de dados é gerenciado por meio de dois componentes principais do servidor: sistema de arquivamento e mídia de armazenamento (banco de dados). Além disso, o Vendor Neutral Archive (VNA) consolida, padroniza e arquiva imagens e dados PACS em um repositório digital central, interoperável e altamente acessível. Dessa forma, você pode eliminar os grupos de armazenamento em silos provenientes de sistemas PACS de diferentes departamentos de saúde, como o Radiology PACS.[7]
- Estações de trabalho de exibição integrada (WS) – As WS de exibição são fundamentais para permitir a interpretação clínica das imagens geradas por meio das múltiplas modalidades. Usando esses WS, radiologistas e clínicos podem determinar o diagnóstico primário, daí seu nome alternativo, WS diagnósticos. As funções básicas de processamento de imagem fornecidas pelos WS incluem acesso, manipulação, avaliação e documentação.[8]

## Características
- Recebe imagens de exames  por meio de gateways de aquisição[9]

- Extrai informações de texto descrevendo o exame recebido do cabeçalho da imagem DICOM
- Atualiza o sistema de gerenciamento de banco de dados
- Determina as estações de trabalho de destino para as quais os exames recém-gerados devem ser encaminhados
- Recupera automaticamente as imagens de comparação necessárias de exames históricos de um armazenamento em cache ou sistema de arquivo de biblioteca de longo prazo
- Corrige automaticamente a orientação de imagens de radiografia computadorizada ou digital
- Determina os parâmetros ideais de contraste e brilho para exibição de imagem
- Executa a compactação de dados de imagem, se necessário
- Realiza verificação de integridade de dados, se necessário
- Arquiva novos exames na biblioteca de arquivos de longo prazo
- Exclui imagens que foram arquivadas do gateway de aquisição
- Solicitações de consulta/recuperação de serviços de Worklist e outros controladores PACS [10]
- Interfaces com servidores de aplicativos PACS

## PACS Cloud
O modelo PACS baseado na Web possui uma arquitetura semelhante ao modelo cliente-servidor. A principal diferença é que o software cliente e servidor são para aplicativos baseados na Web. Algumas vantagens adicionais do modelo baseado na Web em comparação com o modelo cliente-servidor são:
1. O hardware da estação de trabalho cliente pode ser independente da plataforma, desde que o  navegador da Web é suportado.[12]
2. O sistema é completamente portátil. O aplicativo baseado na Web pode ser usado no local, bem como em casa com uma ligação à Internet.

## Legislações e Softwares  PACS
Softwares de gerenciamento de imagens (PACS) são produtos para saúde passíveis de registro junto à Anvisa e se enquadram na mesma classe de risco de equipamentos, conforme disposições da Resolução RDC n° 751/2022 e Nota Técnica n° 04/2012/GQUIP/GGTPS/ANVISA.  Fabricação e comércio de softwares sem registro é considerado crime hediondo pelo artigo 273 do código penal, com pena de reclusão prevista entre 10 e 15 anos. Os responsáveis, além de responder judicialmente, ficarão sujeitos a multa, além da apreensão dos produtos.

A RDC 611/2022 da ANVISA no que diz respeito a imagens médicas digitais exige que: 
Art. 71.   O serviço de telerradiologia e o serviço de radiologia diagnóstica ou intervencionista que realiza procedimentos radiológicos por meio de comando remoto de equipamentos devem:
I - dispor de infraestrutura tecnológica apropriada ao armazenamento, manuseio, transmissão, confidencialidade e privacidade dos dados;
II - garantir a ética, qualidade, segurança e eficácia do processo radiológico;
III - prover acesso a estudos e relatórios anteriores, além de informações clínicas adicionais necessárias para o procedimento radiológico;
IV - assegurar os direitos do paciente à informação e termo de consentimento assinado para a transmissão dos dados; e
V - garantir as características técnicas e compatibilidade das estações remotas de trabalho, além de manter documentos comprobatórios do cumprimento dos requisitos dispostos nesta Resolução e nas demais normativas aplicáveis a essas estações.
Parágrafo único. Os protocolos de comunicação, formato dos arquivos e algoritmos de compressão, relativos a procedimentos telerradiológicos, deverão estar de acordo com o padrão atual DICOM e HL7.
Art. 72.  Fica proibida a prática de fotografar, filmar ou utilizar escâner não específico para exames radiológicos, com a finalidade de digitalizar imagens e utilizar esses arquivos como assentamentos, registros ou imagens para laudos ou diagnósticos.
Art. 73.  Caso o serviço não possua sistema de armazenamento das imagens digitais, fica proibido:
I - imprimir as imagens apenas em papel, exceto em exames de ultrassonografia; e
II - imprimir as imagens em filmes apenas em formato reduzido.
Art. 74.  Monitores utilizados para laudo devem ser específicos para esse fim, compatíveis com as características das imagens de cada modalidade assistencial, sendo proibida a utilização de monitores convencionais não específicos para essa finalidade
| Fabricante         | Modelo               | Sistema Operacional | Portal de Exames | Visualizador Web | Reg. Anvisa |
| ------------------ | -------------------- | ------------------- | ---------------- | ---------------- | ----------- |
| Carestream         | Vue                  | Windows             | Sim              | Sim              | 80378750005 |
| RT MEDICAL SYSTEMS | RTPACS RT Connect    | Multiplataforma     | Sim              | Sim              | 81932410001 |
| FujiFilm           | Synapse              | Windows             | Não              | Sim              | 10247410017 |
| Cfaz.net           | PACS Online Cfaz.net | Multiplataforma     | Sim              | Sim              | 82578410001 |
| Pixeon             | Aria Aurora          | Windows e MacOS     | Sim              | Sim              | 80370210001 |
| GE                 | CENTRICITY           | Multiplataforma     | Sim              | Sim              | 80071269002 |
| Philips            | IntelliSpace PACS    | Windows             | Não              | Não              | 10216710190 |
| Siemens            | SYNGO                | Windows MacOS       | Não              | Não              | 10345162320 |
| Konica Minolta     | RAD PACS             | Windows             | Sim              | Sim              | 80101380018 |